# 武昌圣三一堂
武昌圣三一堂是中国武汉一座著名的前圣公会教堂，位于武昌区中心的解放路363号。
武昌圣三一堂是美国圣公会在武昌兴建的众多教堂之一。该堂兴建于1910年，屋顶略带中式飞檐，顶部有一圆球。
武昌聖三一堂的首任牧師為文華大學校董曾蘭友，為名醫曾憲九之父。王元化全家為武昌聖三一堂的教友，曾蘭友牧師為其取名。
1958年武汉基督教实行联合礼拜，武昌圣三一堂人员并入生命堂，房屋被解放路小学占用。